# Aspidoscelis motaguae
Aspidoscelis motaguae (велетенський батогохвіст) — вид ящірок родини теїдових (Teiidae). Мешкає в Мексиці й Центральній Америці.

## Поширення й екологія
Велетенські батогохвости мешкають на півдні Мексики (від центральної Оахаки через долину Гріхальви до центральної западини Чіапаса), у Гватемалі (западина Салама, верхні долина Мотаґуа, південний схід країни), в Центральному Гондурасі і Південно-Західному Сальвадорі. Вони живуть у сезонно сухих тропічних лісах, трапляються поблизу поселень, на висоті від 175 до 1200 м над рівнем моря. Інтродуковані до Флориди, зокрема на острови Флорида-Кіс.